# Bekutuk
Bekutuk is een bestuurslaag in het regentschap Blora van de provincie Midden-Java, Indonesië. Bekutuk telt 2638 inwoners (volkstelling 2010).